# Лофур чубатий
Лофур чубатий (Lophura ignita) — вид куроподібних птахів родини фазанових (Phasianidae). Мешкає в Південно-Східній Азії.

## Опис
Самці досягають довжини 70 см. На голові у них темний чуб, подібний до чуба павича. Забарвлення синювато-чорне, надхвістя червонувато-коричневе, крайні стернові пера чорні, райдужки червоні, на обличчі є плями голої яскраво-синьої шкіри. Самиці мають коричневе забарвлення, чуб у них коротший, на обличі плями голої синьої шкіри, на нижній частині тіла чорно-білі плями.

## Підвиди
Виділяють два підвиди:
- L. i. nobilis (Sclater, PL, 1863) — північ Калімантану;
- L. i. ignita (Shaw, 1798) — південь Калімантану і острів Банка.

Червононогі лофури (Lophura rufa) раніше вважалися конспецифічним з чубатим лофуром, однак були визнані окремим видом.

## Поширення
Чубаті лофури мешкають в Індонезії, Малайзії та Брунеї. Вони живуть у вологих тропічних лісах, на більших висотах, ніж борнейські лофури (Lophura pyronota). Зустрічаються невеликими зграйками, на висоті до 1000 м над рівнем моря. Живляться рослинністю, плодами і дрібними тваринами. Сезон розмноження триває з лютого по серпень. Самиці відкладають 4-8 кремово-білих яєць.

## Збереження
МСОП класифікує цей вид як вразливий. Чубатим лофурам загрожує знищення природного середовища.